# 氧燃燒過程
氧燃燒過程是發生在大質量恆星內的核融合反應，使氧成為更重的元素，它需要1.5×109 K的高溫和1010 千克/米3的高密度才能進行。 
主要的反應程序如下：
| 16O + 16O | → | 28Si + 4He + 9.594 MeV |
|           | → | 31P + 1H + 7.678 MeV   |
|           | → | 31S + n + 1.500 MeV    |
|           | → | 30Si + 21H + 0.381 MeV |
|           | → | 30P + 2D - 2.409 MeV   |
或二擇一
| 16O + 16O | → | 32S + γ     |
|           | → | 24Mg + 24He |
在氖燃燒，惰性的氧鎂核心已經在恆星中心形成，當氖燃燒結束後，核心會收縮並持續加熱至氧燃燒所需要的溫度和密度。大約6個月至1年的時間核心的氧就會耗盡，堆積出有豐富矽含量的核心。而一旦氧被耗盡，這個核心會因為熱度不夠而呈現惰性，核心開始降溫并触发再次收縮。收縮會使核心的溫度上昇，直到達到矽燃燒的燃點。向外，仍有氧燃燒的殼層，再往外是氖的殼層、碳殼、氦殼和氫殼。